# Казармы Павловского лейб-гвардии полка
Каза́рмы Па́вловского лейб-гва́рдии полка́ в Санкт-Петербурге — памятник архитектуры, здание казарм Павловского лейб-гвардии полка, созданное в 1817 — 1821 годах архитектором В. П. Стасовым в результате приспособления существовавших здесь с 1780 года здания Ломбарда и Воспитательного дома архитектора Ю. М. Фельтена.

## Расположение
Здание казарм расположено в центре города Санкт-Петербурга по адресу: Марсово поле, 1; Миллионная улица, 2; Аптекарский переулок, 2.
Транспорт:
- метро  «Невский проспект»;  «Гостиный двор» (1,0 км).
- Автобус № 46; 49

## История

### Дворец Елизаветы Петровны
В 1730—1740 годы на участке находился дворец дочери Петра Елизаветы. Именно здесь состоялся заговор, приведший к её воцарению.

### Воспитательный дом

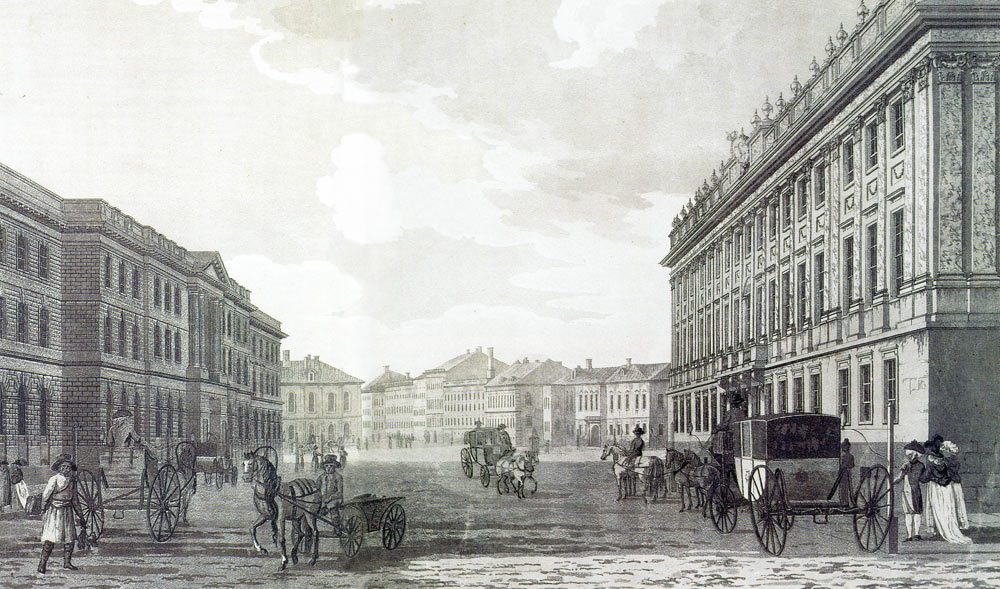
Вид Миллионной улицы. Гравюра Т. Малтона 1790 года. Слева, напротив Мраморного дворца, видно здание Ломбарда и Воспитательного дома, выстроенное Ю. Фельтеном в 1779 году

Для Опекунского совета, ведавшего делами Воспитательного дома, архитектор Ю. Фельтен строит специальное здание, которое должно было совместить в себе функции образовательного учреждения и ломбарда (для получения средств на содержание этого самого учреждения). Ранее Воспитательный дом находился вблизи Смольного монастыря, но за дальностью и неудобством расположения решено было перевести его в центр. 20 марта 1778 года последовало распоряжение приспособить «в Миллионной улице по Красному каналу дом каменный, бывший лейб-гвардии капитана князя Александра Грузинского». Фельтен по существу построил новое здание. Строительство идёт быстро: в 1778—1779 годах основные работы были завершены. Уже 17 июня 1779 года сюда были переведены сироты, которые разместились в верхних этажах дома. Остальные помещения заняли Ломбард и Ссудная касса, которые отчасти финансировали воспитательное заведение и учреждены были при нём с 1772 года.
Главный фасад был обращён на Миллионную улицу и Красный канал. Чуть позже в комплекс вошли ещё два рядом расположенных дома, купленные в казну у К. Г. Разумовского. Они вместе с первой постройкой образовали единый комплекс Воспитательного дома, план которого приложен к трактату Бецкого. Сохранившиеся поэтажные планы могут дать представление о размещении и назначении помещений.

### Казармы
В 1797 году Петербургский Воспитательный дом был переведен в бывший дворец графа К. Г. Разумовского на Мойку. В здании расположились казармы Кексгольмского полка.
В 1816 году архитектор В. П. Стасов, создавая казармы для Павловского полка, несколько перепланировал и «одел» существующие постройки единым фасадом, сохраняя пропорции и частично — первый ярус фельтеновского здания.

### Ленэнерго
После революции казармы находились в распоряжении военного ведомства. В 1925 году комиссия Откомхоза обследовала здание для приспособления его под жилье. С 1929 года здание казарм было занято «Ленэнерго».

### XXI век
В мае 2010 года здание было передано под реконструкцию в гостиничный комплекс.

## Архитектура

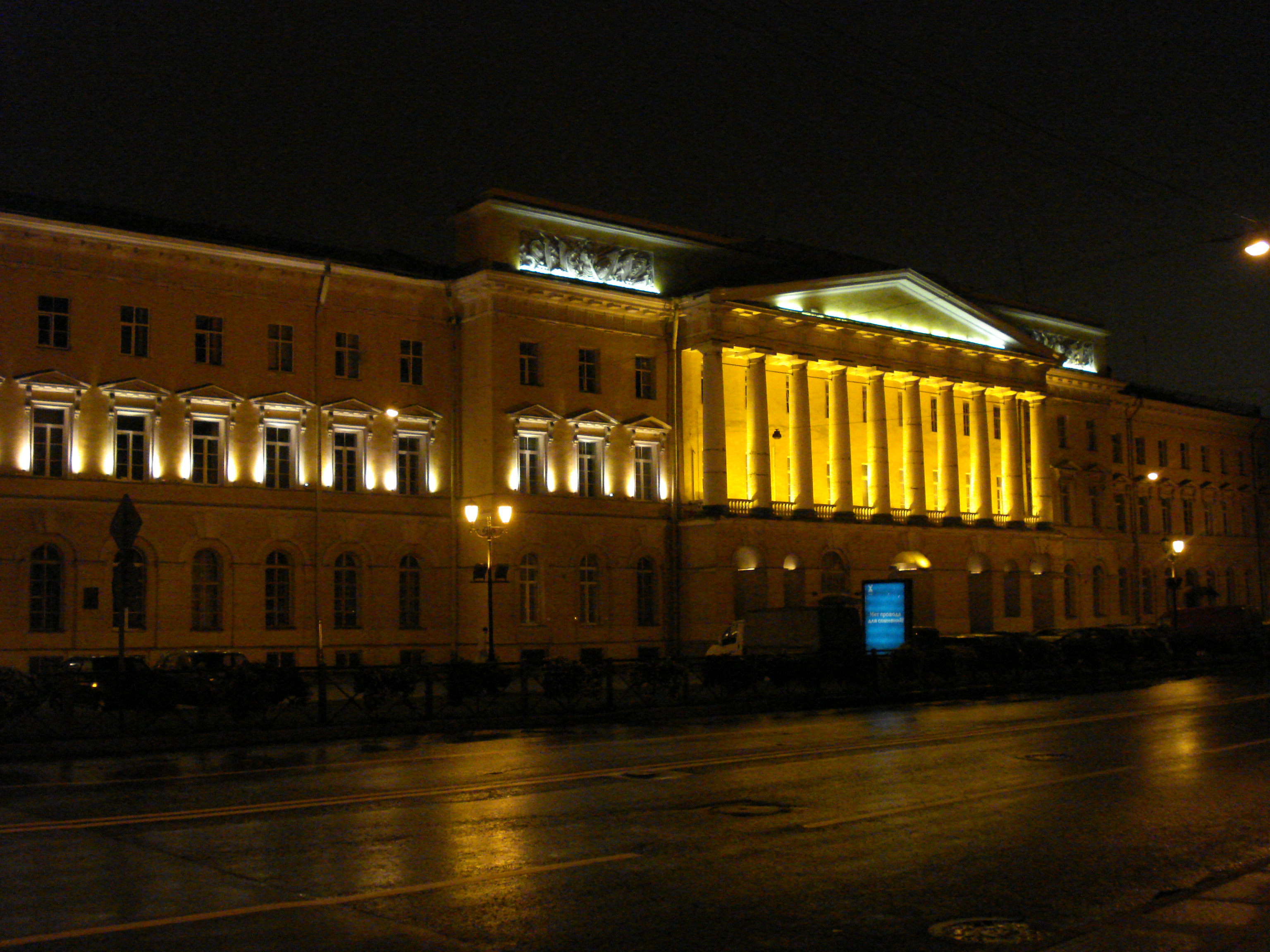
Фасад по Миллионной улице

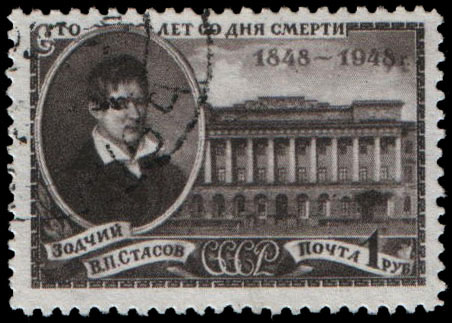
Почтовая марка СССР 1948г.

Здание казарм лейб-гвардии Павловского полка — одна из первых в Санкт-Петербурге значительных работ архитектора В. П. Стасова. Создавая здание Павловских казарм, Стасов несколько перепланировал и «одел» существовавшие тогда постройки единым фасадом, сохраняя пропорции и частично — первый ярус фельтеновского здания, рустованная стена которого разбита аркадой окон первого этажа и сохранившимися полуциркульными окнами полуподвала. Уцелели основные членения фасада и ступенчатое нарастание ризалитов к центру. Вместо четырёхколонного портика, объединяющего верхние этажи у Фельтена, в соответствии с проектом Стасова возник десятиколонный портик с таким же выносом. Стасов добавляет фронтоны на кронштейнах над окнами по всему ряду второго этажа, фронтон центральной части усиливает массивным аттиком. Этот памятник высокого классицизма дышит суровым величием, опровергая расхожие представления о том, что казармы — это нечто унылое, серое и однообразное. Постройка казарм, предназначенных для Павловского полка, оформила гигантскую городскую площадь, служившую для военных учений, парадов и смотров.
В 1819 году полк возвратился из Москвы в Санкт-Петербург и сразу вселился в новые казармы. В те годы над аттиком здания, обращённым к Марсову полю, красовалась надпись: «Казармы Лейб-гвардии Павловского полка».
Главный фасад Павловских казарм долгие годы служил величавым фоном для военной жизни столичного Санкт-Петербурга — перед ним проходили смотры, учения, парады, а также праздничные гулянья.

## Проблемы сохранения памятника
У градозащитников есть опасения, что инвестор хочет полностью демонтировать внутренние пространства здания, оставив только фасад.